# Strømaftager
En strømaftager er en anordning monteret på lokomotiver, motorvogne, togsæt, trolleybusser og sporvogne, som sørger for forbindelsen mellem en eller to køreledninger eller strømskinne og materiellet.
Ofte er aftageren monteret på taget og kan her være udformet som en pantograf. Lokomotiver og togsæt er typisk udstyret med en eller to pantografer. Strømaftagere kan også være udformet som trolleystænger. Det var tidligere udbredt ved sporvogne, blandt andet i København, men nu bruges der pantografer de fleste steder. Trolleybusser har typisk to trolleystænger, der følger hver sin køreledning, der fungerer som helholdsvis plus og minus. Ved tog og sporvogne fungerer sporene som minus.